# 如意令
《如意令》，詞牌名，即雙調《如夢令》。其調為雙調六十六字，前闋五仄韻，一疊韻，上去通押；後闋同前闋。

## 詞牌格式
仄仄仄平平仄，仄仄仄平平仄。仄仄仄平平，仄仄仄平平仄。平仄，平仄（疊句），仄仄仄平平仄。
仄仄仄平平仄，仄仄仄平平仄。仄仄仄平平，仄仄仄平平仄。平仄，平仄（疊句），仄仄仄平平仄。

## 例詞
魏泰
炎暑尚餘八日。火老金柔時節。聞道間生賢。儲秀降神崧極。無敵。無敵。當代人偷准的。
射策當為第一。高躍龍門三級。榮看綠袍新。帝渥必加寵錫。良弼。良弼。真個國家柱石。